# إيفا غروفر
إيفا غروفر (بالإنجليزية: Eva Grover)‏ هي ممثلة هندية، ولدت في 8 أكتوبر 1980.

## وصلات خارجية
- إيفا غروفر على موقع IMDb (الإنجليزية)
- إيفا غروفر على موقع قاعدة بيانات الفيلم (الإنجليزية)
- إيفا غروفر على موقع كينوبويسك (الروسية)